# Gastrotheca nicefori
La granota marsupial de Nicéforo (Gastrotheca nicefori) és una espècie de granota de la família del hemipràctids. Va ser descrit per Helen T. Gaige el 1933.
Els adults són grossos, les femelles atenyen fins a 87 mm i els mascles fins a 73 mm. És una espècie nocturna i arbòria molt comuna. Habita a boscs humits de muntanya o boscs nebulosos, tot i més rarament a boscs secs. Pot ocórrer en boscos nebulosos alterats i viu en arbustos i arbres amb plantes epífites. Els mascles rauquen just abans i durant la pluja. Cria directament sense fase larvària de vida lliure. Les femelles porten els ous en una bossa dorsal. Poden criar entre 26 i 50 embrions i es reprodueixen durant tot l'any.

## Distribució
Viu als vessants andins del nord de Veneçuela i el nord, el centre i el sud de Colòmbia a uns 400–2250 m d'altitud així com a les terres altes de l'est i el centre de Panamà.
A la Llista Vermella de la UICN és catalogat en la categoria risc mínim d'extincio. Tot i això, per hàbitat per la fragmentació i la desforestació, així com per la pol·lució de les aigües de superfície.